# Antonio Brancaccio (bobbista)
Antonio Brancaccio (Napoli, 22 agosto 1940 – Hône, 14 giugno 2021) è stato un bobbista italiano.

## Biografia

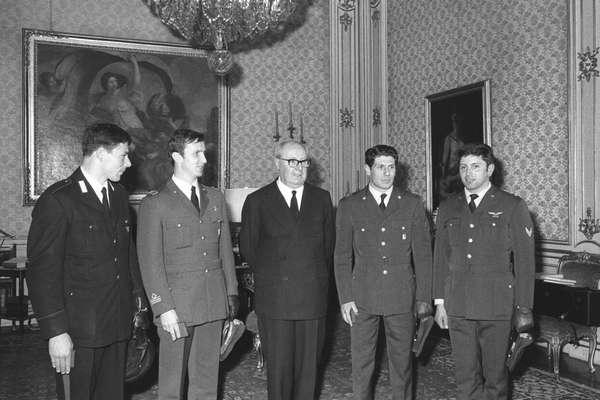
Il Presidente della Repubblica Giuseppe Saragat riceve in udienza al Quirinale il capitano Alberto Frigo, i sergenti Antonio Brancaccio e Luciano De Paolis e il carabiniere Gino Basuino, vincitori dei Campionati europei di bob 1969

Arruolatosi nell'Aeronautica Militare, venne selezionato come velocista della squadra di atletica leggera del Centro Sportivo Aeronautica Militare, con cui vinse 12 campionati italiani militari. Divenuto strumentista meteorologo, nel 1961 venne trasferito alla stazione di rilevamento di Plateau Rosa. Proprio in Valle d'Aosta, ritrovò il suo primo allenatore Ernesto D'Ilario, che lo convinse a provare il bob.
Ai Campionati europei di bob 1969 di Cervinia vinse la medaglia d'oro nel bob a quattro con Alberto Frigo, Gino Basuino e Luciano De Paolis. Ai Campionati italiani di bob vinse con il bob a quattro le medaglie di bronzo nel 1970 e d'argento nel 1971.
Ai Campionati mondiali di bob 1971 (edizione tenutasi a Cervinia) vinse la medaglia d'argento insieme ai suoi connazionali Oscar Dandrea, Alessandro Bignozzi e Renzo Caldara Nell'edizione l'oro andò alla nazionale svizzera.
Fu riserva della Nazionale di bob dell'Italia alle Olimpiadi invernali di Sapporo 1972.
Conclusa l'attività bobbistica nel 1975, divenne direttore della pista di bob del Lago Blu, ricoprendo tale incarico fino alla chiusura della pista nel 1991.
Giocò a calcio come attaccante in prima categoria nel Châtillon, di cui fu anche allenatore delle squadre giovanili fino al 1983.

## Vita privata
Nel 1970 si trasferì a Saint-Vincent e sposò Ester Vitalini, da cui ebbe le tre figlie Mara, Maurizia e Michela.